# لیکریج اوکس (کالیفرنیا)
لیکریج اوکس (به انگلیسی: Lakeridge Oaks) یک منطقهٔ مسکونی در ایالات متحده آمریکا است که در شهرستان ال دورادو، کالیفرنیا واقع شده‌است. لیکریج اوکس ۱۴۵ متر بالاتر از سطح دریا واقع شده‌است.